# Idiops kaasensis
Espèce
Idiops kaasensis est une espèce d'araignées mygalomorphes de la famille des Idiopidae.

## Distribution
Cette espèce est endémique du Maharashtra en Inde,.

## Étymologie
Son nom d'espèce, composé de kaas et du suffixe latin -ensis, « qui vit dans, qui habite », lui a été donné en référence au lieu de sa découverte, le plateau Kaas.

## Publication originale
- Mirza, Vaze & Sanap, 2012 : A new species of the trapdoor spiders genus Idiops Perty, 1833 (Araneae: Idiopidae) from the western Ghats, with a key to the Idiops of India. Revista Ibérica de Aracnología, vol. 21, p. 9-14.